# Aporophyla apicalis
Aporophyla apicalis är en fjärilsart som beskrevs av Köhler 1979. Aporophyla apicalis ingår i släktet Aporophyla och familjen nattflyn. Inga underarter finns listade i Catalogue of Life.